# Нови Керамиди
Нови Керамиди (грч. Νέο Κεραμίδι, Нео Керамиди) је насељено место у општини Катерини у периферији Средишња Македонија, Грчка. Према попису из 2021. године било је 511 становника.
Насеље су подигле грчке избегличке породице и први пут помиње на попису из 1940. године са 568 становника.